# 有名人が情報解禁!千鳥のドッカン!ジブン砲
『有名人が情報解禁!千鳥のドッカン!ジブン砲』（ゆうめいじんがじょうほうかいきん!ちどりのドッカン!ジブンほう）は、2018年からフジテレビ系列で不定期で放送されるバラエティ番組である。

## 概要
有名人の足を引っ張るネガティブなニュースではなく、有名人本人が発表したいポジティブなニュースを発表し、その様子に密着する。

## MC
- 千鳥（大悟、ノブ）

## 放送リスト・出演者
| 回数  | 放送日                   | 放送時間（JST） | 内容                                                                    | 出演者                         | 備考 |
| ----- | ------------------------ | --------------- | ----------------------------------------------------------------------- | ------------------------------ | ---- |
| 第1回 | 2018年12月31日（月曜日） | 13:50 - 14:50   | 社員50人以上の制作会社 社長に                                           | いとうまい子                   |      |
| 第1回 | 2018年12月31日（月曜日） | 13:50 - 14:50   | 今ブーム！キャンピングカーを買う                                        | 田中美奈子                     |      |
| 第1回 | 2018年12月31日（月曜日） | 13:50 - 14:50   | 超高級な錦鯉をプレゼント                                                | 前川清                         |      |
| 第2回 | 2019年4月3日（水曜日）   | 23:00 - 23:40   | キャンピングカーをタダで乗れる賞を狙う                                  | 田中美奈子・岡田太郎           |      |
| 第2回 | 2019年4月3日（水曜日）   | 23:00 - 23:40   | 重機技術を強化してボランティアを続ける                                  | 徳井健太（平成ノブシコブシ）   |      |
| 第3回 | 2019年10月4日（金曜日）  | 21:10 - 23:02   | 中国で収納講座がウケて売上2億円                                         | コジマジック                   |      |
| 第3回 | 2019年10月4日（金曜日）  | 21:10 - 23:02   | キャンプ芸人なので山を買います                                          | 西村瑞樹（バイきんぐ）         |      |
| 第3回 | 2019年10月4日（金曜日）  | 21:10 - 23:02   | キャンピングカーアワードへの道 藤岡隊長に弟子入りしてキャンプキャラ定着 | 田中美奈子・岡田太郎・藤岡弘、 |      |
| 第3回 | 2019年10月4日（金曜日）  | 21:10 - 23:02   | ブーム到来！ミニボート激安カスタムメイド                                | 純烈                           |      |
| 第3回 | 2019年10月4日（金曜日）  | 21:10 - 23:02   | 前職のテレアポに復帰                                                    | ファーストサマーウイカ         |      |

※視聴率は関東地区、ビデオリサーチ調べ。

## ネット局
第2回に関しては「COOL TV」、第3回に関しては「金曜プレミアム」を参照。

## スタッフ
- 編成企画：赤池洋文（フジテレビ）
- ナレーター：佐々木恭子（フジテレビアナウンサー）
- 構成：北本かつら、楠田信行、松本建一、塚本翔太
- 音楽・音効：岩下康洋（Pinpoon）
- 技術協力：Zeta、メディア・リース
- 美術協力：フジアール
- ディレクター：中西正太、宮本大輔、南家幸太
- プロデューサー：本村千穂美、八木田祐子
- 演出：広瀬陽一
- 企画制作：フジテレビ
- 制作著作：ピコパンチ